# Église Saint-Pierre de Brie-sous-Matha
Pour les articles homonymes, voir Église Saint-Pierre.
L'église Saint-Pierre est une église catholique située à Brie-sous-Matha, en France.

## Localisation
L'église est située dans le département français de la Charente-Maritime, sur la commune de Brie-sous-Matha.

## Protection
L'édifice est classé au titre des monuments historiques en 1913, puis inscrit en 1989.